# Saint-Préjet-Armandon
Saint-Préjet-Armandon är en kommun i departementet Haute-Loire i regionen Auvergne-Rhône-Alpes i centrala Frankrike. Kommunen ligger i kantonen Paulhaguet som tillhör arrondissementet Brioude. År 2022 hade Saint-Préjet-Armandon 110 invånare.

## Befolkningsutveckling
Antalet invånare i kommunen Saint-Préjet-Armandon
| Referens: INSEE |